# Frederick Wilson
Pour les articles homonymes, voir Wilson.

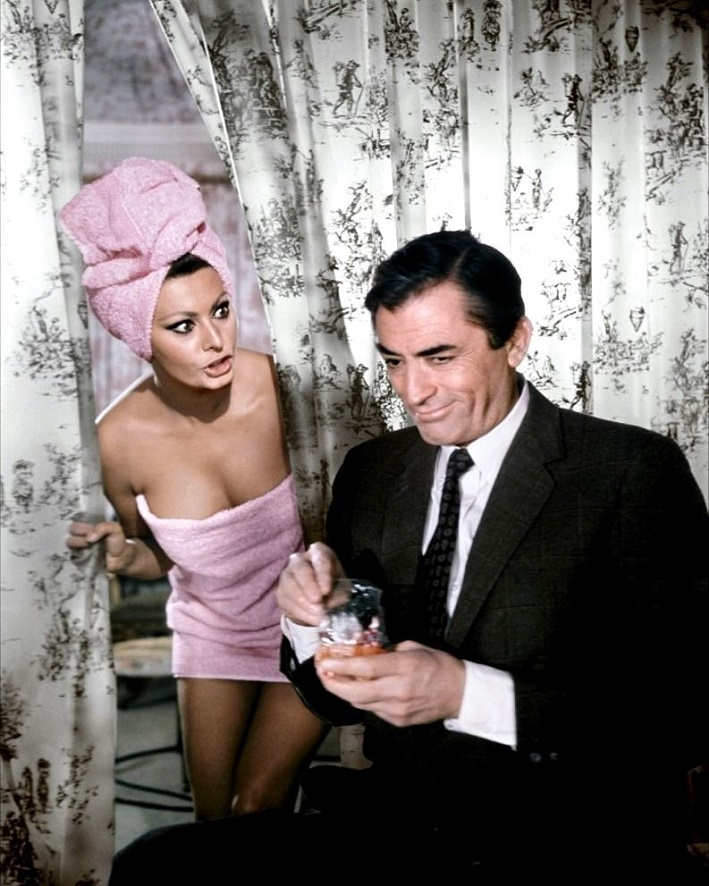
Arabesque (1966),
avec Sophia Loren et Gregory Peck

Frederick « Freddie » Wilson, né le 13 août 1912 à Londres (Angleterre) et mort en août 1994 à Cambridge (Angleterre de l'Est), est un monteur et réalisateur anglais.

## Biographie
Frederick Wilson débute comme assistant monteur sur le film musical Good Night, Vienna (en) d'Herbert Wilcox (1932, avec Jack Buchanan et Anna Neagle). Son premier film comme monteur sort en 1935.
Suit une cinquantaine d'autres films, britanniques majoritairement, auxquels s'ajoutent quelques films américains ou en coproduction. Le dernier film qu'il monte est Le Grand Sommeil (1978, avec Robert Mitchum et Sarah Miles), réalisé par Michael Winner avec lequel il collabore à plusieurs reprises durant les années 1970.
Parmi ses autres films notables, mentionnons Fausses Nouvelles de René Clair (1938, avec Jack Buchanan et Maurice Chevalier), César et Cléopâtre de Gabriel Pascal (1945, avec Vivien Leigh et Claude Rains dans les rôles-titre), Aux frontières des Indes de J. Lee Thompson (1959, avec Kenneth More et Lauren Bacall), Arabesque de Stanley Donen (1966, avec Gregory Peck et Sophia Loren), ou encore Le Cercle noir de Michael Winner (1973, avec Charles Bronson et Martin Balsam). 
Expérience unique, à la télévision britannique, il est monteur du téléfilm La Belle et la Bête (en) de Fielder Cook (1976, avec George C. Scott et Trish Van Devere).
Par ailleurs, il est le réalisateur de quatre films britanniques, Floodtide (en) (1949, avec Gordon Jackson et Rona Anderson), Poet's Pub (en) (1949, avec Derek Bond et Rona Anderson), le court métrage The Dancing Fleece (1950), et enfin The Camerons (1974).
En 1967, il obtient deux nominations au British Academy Film Award du meilleur montage (qu'il ne gagne pas), pour Le Secret du rapport Quiller de Michael Anderson (1966, avec George Segal et Alec Guinness) et Arabesque précité. 
Frederick Wilson meurt à 82 ans, en 1994.

## Filmographie

### Cinéma

#### Monteur (sélection)
- 1935 : Tu m'appartiens (Escape Me Never) de Paul Czinner (assistant monteur)
- 1937 : Sa plus belle chance (en) (London Melody) d'Herbert Wilcox
- 1938 : Fausses Nouvelles (Break the News) de René Clair
- 1939 : La Vie d'un autre (en) (Stolen Life) de Paul Czinner
- 1943 : Combat éternel (The Lamp Still Burns) de Maurice Elvey
- 1945 : César et Cléopâtre (Caesar and Cleopatra) de Gabriel Pascal
- 1947 : Erreurs amoureuses (While the Sun Shines) d'Anthony Asquith
- 1953 : M7 ne répond plus (The Net) d'Anthony Asquith
- 1953 : Une affaire troublante (Personal Affair) d'Anthony Pelissier
- 1954 : Fast and Loose de Gordon Parry
- 1954 : Évasion (The Young Lovers) d'Anthony Asquith
- 1955 : Rendez-vous à Rio (Doctor at Sea) de Ralph Thomas
- 1955 : L'Emprisonné (The Prisoner) de Peter Glenville
- 1956 : Whisky, Vodka et Jupon de fer (The Iron Petticoat) de Ralph Thomas
- 1956 : À tombeau ouvert (Checkpoint) de Ralph Thomas
- 1957 : La Vallée de l'or noir (Campbell's Kingdom) de Ralph Thomas
- 1957 : Toubib en liberté (Doctor at Large) de Ralph Thomas
- 1958 : Le vent ne sait pas lire (The Wind Cannot Read) de Ralph Thomas
- 1959 : Aux frontières des Indes (North West Frontier) de J. Lee Thompson
- 1960 : L'Homme des fusées secrètes (I Aim at the Stars) de J. Lee Thompson
- 1961 : L'Île mystérieuse (Mysterious Island) de Cy Endfield
- 1962 : Sept heures avant la frontière (Guns of Darkness) d'Anthony Asquith
- 1963 : Lancelot chevalier de la reine (Lancelot and Guinevere) de Cornel Wilde
- 1963 : L'Étrange Mort de Miss Gray (Girl in the Headlines) de Michael Truman (en)
- 1964 : Le Secret du docteur Whitset (The Third Secret) de Charles Crichton
- 1964 : Rattle of a Simple Man de Muriel Box
- 1965 : Les Aventures amoureuses de Moll Flanders (The Amorous Adventures of Moll Flanders) de Terence Young
- 1966 : Arabesque (titre original) de Stanley Donen
- 1966 : Le Secret du rapport Quiller (The Quiller Memorandum) de Michael Anderson
- 1971 : L'Homme de la loi (Lawman) de Michael Winner
- 1971 : Le Corrupteur (The Nightcomers) de Michael Winner
- 1972 : Le Flingueur (The Mechanic) de Michael Winner
- 1972 : Les Collines de la terreur (Chato's Land) de Michael Winner
- 1972 : Les espions meurent à l'aube (The Big Game) de Robert Day
- 1973 : Le Cercle noir (The Stone Killer) de Michael Winner
- 1973 : Scorpio de Michael Winner
- 1976 : Virginité (Come una rosa al naso) de Franco Rossi (film italo-britannique)
- 1977 : Il était une fois la Légion (March or Die) de Dick Richards (nouveau montage)
- 1978 : Le Grand Sommeil (The Big Sleep) de Michael Winner

#### Réalisateur (intégrale)
- 1949 : Floodtide (en)
- 1949 : Poet's Pub (en)
- 1950 : The Dancing Fleece (court métrage coréalisé par Lotte Reiniger) (+ producteur)
- 1974 : The Camerons

### Télévision (intégrale)
(monteur)
- 1976 : La Belle et la Bête (en) (Beauty and the Beast) de Fielder Cook (téléfilm)

## Distinctions
- 1967 : Deux nominations au British Academy Film Award du meilleur montage, pour Arabesque et Le Secret du rapport Quiller.